# Toldot Yeixú
Toldot Yeixú (en hebreu: תולדות ישו) és el títol de dos o més manuscrits medievals jueus que expliquen la història de Jesús des de la perspectiva jueva. La tradició rabínica, i la posició del judaisme, no són gaire benèvols quan parlen de la vida Jesús. El Toldot Yeixú és una de les versions més polèmiques on es qualifica Jesús de fill il·legítim, amb poders màgics, i que patí una mort vergonyosa.

## Contingut
Toldot Yeixú proporciona detalls sobre la concepció de Jesús que contradiu la història dels evangelis sobres el seu naixement miraculós d'una verge, i explica que Jesús va ser concebut com la resta dels homes.
Relata que Miriam (nom hebreu de Maria) fou promesa al rabí Yohanan, que era descendent de la casa de David. Durant el període de separació entre el prometatge i el casament, un home va entrar a la nit en la seva habitació a qui ella prengué pel seu promès, però en realitat era un altre home anomenat Ben Pandira. De la relació que varen tenir fou concebut Jesús que a partir de llavors fou conegut com a Jesús ben Pandira.

## Ben Pandira
El nom del pare de Jesús, Ben Pandira no era un nom jueu. En la tradició antiga van sorgir diverses hipòtesis per explicar aquest fet, una d'elles coincideix amb la teoria de Cels que declara que el pare de Jesús era un legionari romà. Però recentment ha agafat força la teoria de què aquest nom podria tenir origen egipci. Dividint el nom s'obté la paraula Pa-ndi-ra que podria tractar-se d'un títol del déu egipci solar Ra.

## Versió de Krauss
El professor Samuel Krauss, seguint la versió de Toldot Yeixú explica que Míriam havia estat promesa a un noble amb el nom de Yohanan, que era un descendent de la Casa de David, i un erudit temorós de Déu i la Torà. En la seva absència el seu veí, Yossef ben Pandera va entrar a casa de Maria, i va obligar-la a tenir relacions sexuals durant la seva Niddah (un període d'impuresa ritual durant el qual les relacions estan prohibides d'acord amb la Llei jueva). El fruit va ser un fill anomenat Yeixú, "el fill bastard d'una dona en menstruació".